# Roman Kienast
Roman Kienast (Salzburgo, 29 de março de 1984) é um futebolista austríaco.[carece de fontes?] Atualmente atua no SK Sturm Graz da Áustria.

## Seleção
Ele integrou a Seleção Austríaca de Futebol na Eurocopa de 2008.

## Títulos
- Campeonato Austríaco (3): 2005, 2011, 2013
- Copa da Áustria (1): 2010